# Burni Gamut
Burni Gamut är ett berg i Indonesien.   Det ligger i provinsen Aceh, i den västra delen av landet, 1 500 km nordväst om huvudstaden Jakarta. Toppen på Burni Gamut är 1 282 meter över havet.
Terrängen runt Burni Gamut är kuperad åt nordväst, men åt sydost är den bergig. Runt Burni Gamut är det mycket glesbefolkat, med 3 invånare per kvadratkilometer. I omgivningarna runt Burni Gamut växer i huvudsak städsegrön lövskog.